# Dublin Challenger 1994
Il Dublin Challenger 1994 è stato un torneo di tennis facente parte della categoria ATP Challenger Series nell'ambito dell'ATP Challenger Series 1994. Il torneo si è giocato a Dublino in Irlanda dal 3 all'8 ottobre 1994 su campi in sintetico indoor.

## Vincitori

### Singolare
David Prinosil ha battuto in finale  Radomír Vašek con il punteggio di 6–3, 6–3

### Doppio
Danny Sapsford /  Chris Wilkinson hanno battuto in finale  Arne Thoms /  Fernon Wibier con il punteggio di 7–6, 2–6, 6–3